# 자유로
자유로(自由路)는 서울특별시 마포구 상암동 가양대교 북단 교차로에서 경기도 파주시 문산읍 자유 나들목까지 연결하는 경기도의 도시고속화도로이다.

## 개요
1990년 5월 19일 지방도 제315호선으로 46.6km 구간이 신설되었으며 1996년 7월 19일 국가지원지방도 노선이 지정되면서 지방도 제315호선 구간이 모두 국가지원지방도 제23호선으로 승격되었다. 2008년 11월 17일 국도 제77호선이 파주까지 연장되면서 국도 구간으로 승격되었다. 가양대교 북단 시계에서 강변북로와 직결되는 것이 특징으로, 제한 최고속도는 시속 90km이다.

## 역사
- 1990년 5월 19일: 지방도 제315호선 행주대교 ~ 자유다리선으로 46.6km 구간 노선 신설[3]
- 1990년 10월: 자유로 착공
- 1992년 8월 15일: 신행주대교 - 오두산 통일전망대 29km 구간 완공
- 1993년 12월 20일: 지방도 제315호선 고양시 행주외동 ~ 파주시 탄현면 성동리 28.2km 구간 자동차 전용도로로 지정[4]
- 1994년 9월: 임진각 - 오두산 통일전망대 (17.5km) 완공
- 1996년 7월 15일: 지방도 제315호선 파주시 탄현면 성동리 ~ 문산읍 마정리 구간 자동차 전용도로로 지정[5]
- 1996년 7월 19일: 지방도 제315호선에서 국가지원지방도 제23호선으로 승격
- 1997년 1월 20일: 서울시계 ~ 행주 분기점(고양시 덕양구 덕은동 ~ 행주동) 4.7km 구간을 자동차 전용도로로 지정[6]
- 1997년 5월 6일: 행주 분기점 ~ 이산포 나들목(고양시 덕양구 행주동 ~ 일산구 송포동) 10.76km 구간을 자동차 전용도로로 지정[7]
- 1997년 11월 3일: 김포대교 완공으로 서울외곽순환고속도로 신평 나들목(현.자유로 나들목) 개통
- 날짜 미상: 강변북로 가양대교 북단 ~ 행주 분기점(행주대교 북단) 구간이 자유로로 편입되면서 자유로와 강변북로의 시점이 가양대교 북단으로 변경
- 2000년 일자 미상: 신행주대교 (제2교) 완공으로 인해 행주 분기점(행주대교 북단) 개통
- 2000년 11월 21일: 방화대교와 함께 인천국제공항고속도로 개통으로 인해 북로 분기점 개통
- 2007년 12월 31일: 일산대교 완공으로 이산포 나들목이 이산포 분기점으로 변경
- 2008년 11월 17일: 국가지원지방도 제23호선에서 국도 제77호선으로 승격됨
- 2020년 11월 7일: 평택파주고속도로 개통으로 인해 남고양 나들목, 내포 나들목 개통

## 나들목 및 분기점
- 모든 구간이 자동차 전용도로이다.
- 시설물
  - IC : 나들목 (Interchange)
  - IS : 평면교차로 (Intersection)
  - JC : 분기점 (Junction)
  - BR : 교량 (Bridge)

| 종류            | 이름            | 접속 노선                                                 | 소재지                    | 소재지           | 소재지                           | 비고                                                     |
| 강변북로와 직결 | 강변북로와 직결 | 강변북로와 직결                                           | 강변북로와 직결           | 강변북로와 직결  | 강변북로와 직결                  | 강변북로와 직결                                          |
| --------------- | --------------- | --------------------------------------------------------- | ------------------------- | ---------------- | -------------------------------- | -------------------------------------------------------- |
| IC              | 가양대교 북단   | 가양대로 화곡로                                           | 서울특별시                | 마포구           | 상암동                           |                                                          |
| IC              | 남고양          | 평택파주고속도로                                          | 고양시                    | 덕양구           | 대덕동                           | 상행 진입 불가 하행 진출 불가                            |
| IS              | 육갑문          | 대덕로                                                    | 고양시                    | 덕양구           | 대덕동                           |                                                          |
| JC              | 북로 분기점     | 평택파주고속도로 인천국제공항고속도로                     | 고양시                    | 덕양구           | 대덕동                           | 상행 평택파주고속도로(파주방향) 진출 불가 하행 진출 불가 |
| IC              |                 | 행주로                                                    | 고양시                    | 덕양구           | 행주동                           | 상행 진입 불가                                           |
| JC              | 행주 분기점     | 국도 제39호선 (개화동로) 국가지원지방도 제78호선 (호국로) | 고양시                    | 덕양구           | 행주동                           |                                                          |
| IC              | 자유로          | 수도권제1순환고속도로                                     | 고양시                    | 덕양구           | 능곡동                           |                                                          |
| IS              |                 | 신평길                                                    | 고양시                    | 덕양구           | 능곡동                           | 상행 진출만 가능                                         |
| IC              | 장항            | 백마로                                                    | 고양시                    | 일산동구         | 장항동                           |                                                          |
| IC              | 킨텍스          | 킨텍스로                                                  | 고양시                    | 일산동구         | 장항동                           | 하행 진출 불가                                           |
| IC              | 킨텍스          | 킨텍스로                                                  | 고양시                    | 일산서구         | 송포동                           | 하행 진출 불가                                           |
| JC              | 이산포 분기점   | 국가지원지방도 제98호선 (고양대로)                        | 고양시                    | 일산서구         | 송포동                           |                                                          |
| IC              | 구산            | 지방도 제356호선 (송산로)                                 | 고양시                    | 일산서구         | 가좌동                           | 하행 진출 불가                                           |
| IC              | 장월            | 지방도 제358호선 (동서대로) 문발로                        | 고양시                    | 일산서구         | 가좌동                           |                                                          |
| BR              | 장월교          |                                                           | 고양시                    | 일산서구         | 가좌동                           |                                                          |
| BR              | 장월교          | 파주시                                                    | 교하동                    | 교하동           |                                  |                                                          |
| IC              | 문발            | 파주시                                                    | 교하동                    | 교하동           | 국가지원지방도 제56호선 (파주로) |                                                          |
| IS              |                 | 파주시                                                    | 교하동                    | 교하동           | 문발로                           | 상행 진입만 가능                                         |
| BR              | 송촌대교        | 파주시                                                    | 교하동                    | 교하동           |                                  |                                                          |
| BR              | 송촌대교        | 파주시                                                    | 탄현면                    |                  |                                  |                                                          |
| IS              |                 | 파주시                                                    | 필승로                    | 상행 진출만 가능 |                                  |                                                          |
| IC              | 성동            | 파주시                                                    | 지방도 제360호선 (평화로) |                  |                                  |                                                          |
| IC              | 낙하            | 파주시                                                    | 지방도 제363호선 (엘지로) |                  |                                  |                                                          |
| IS              | (내포리)        | 파주시                                                    | 지방도 제359호선 (방촌로) | 문산읍           | 문산읍                           |                                                          |
| IC              | 내포            | 파주시                                                    | 평택파주고속도로          | 문산읍           | 문산읍                           |                                                          |
| BR              | 문산대교        | 파주시                                                    |                           | 문산읍           | 문산읍                           |                                                          |
| IC              | 당동            | 파주시                                                    | 국도 제37호선 (율곡로)    | 문산읍           | 문산읍                           |                                                          |
| BR              | 마정육교        | 파주시                                                    |                           | 문산읍           | 문산읍                           |                                                          |
| IC              | 임진각          | 파주시                                                    | 임진각로                  | 문산읍           | 문산읍                           | 하행 진출입만 가능                                       |
| IC              | 자유            | 파주시                                                    | 국도 제1호선 (통일로)     | 문산읍           | 문산읍                           | 종점                                                     |

## 교통량
국토교통부에서 2017년도 교통량 조사에 따르며, 한국에서 가장 교통량이 많은 도로인 가양대교~장항IC구간을 포함하고 있다. 이 구간의 차로수는 10차선이다. 두 번째로 통행량이 많은 구간은 수도권제1순환고속도로 하남-퇴계원 구간이다.

## 사진

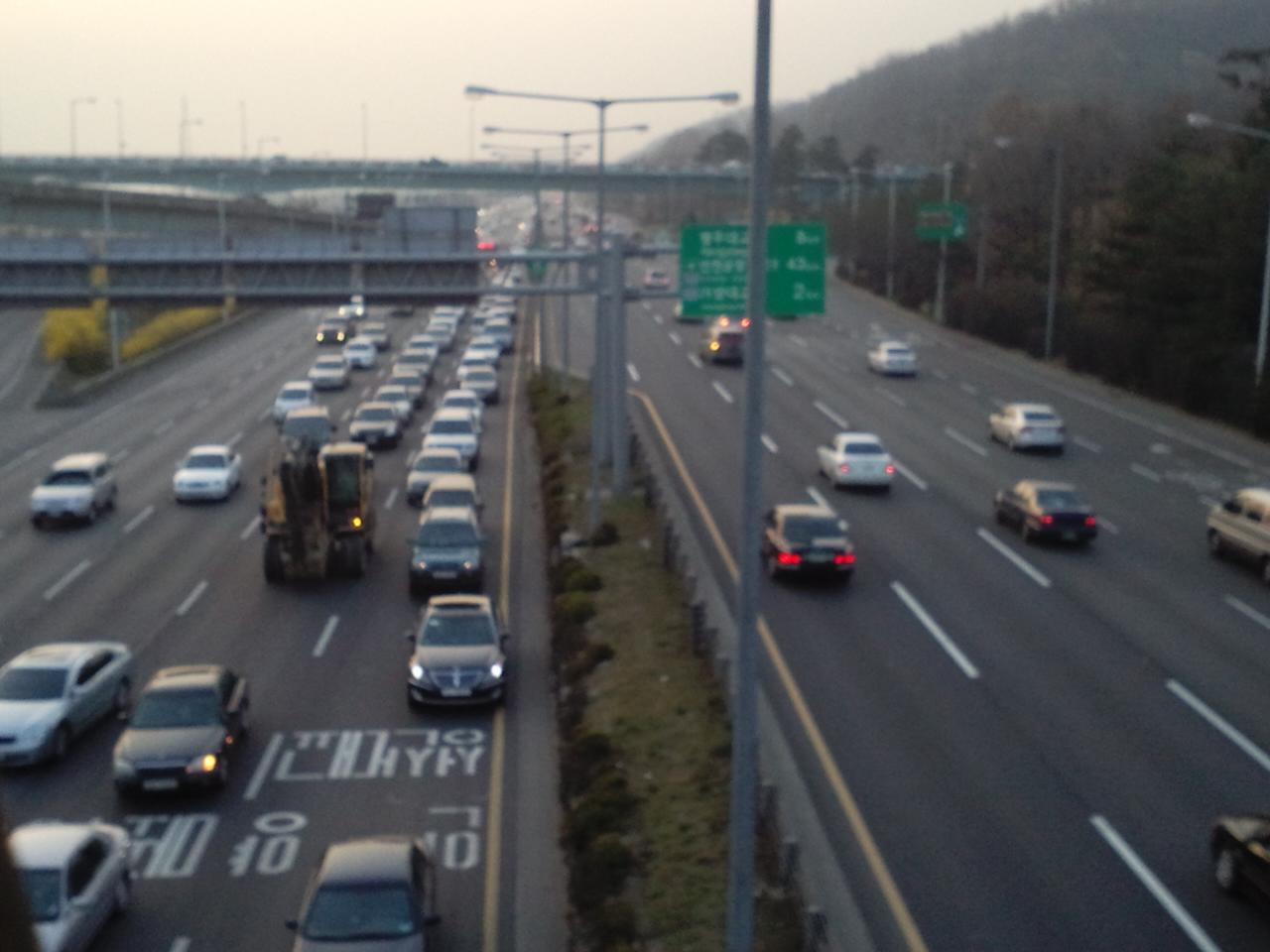
가양대교 임진각 방면 시점
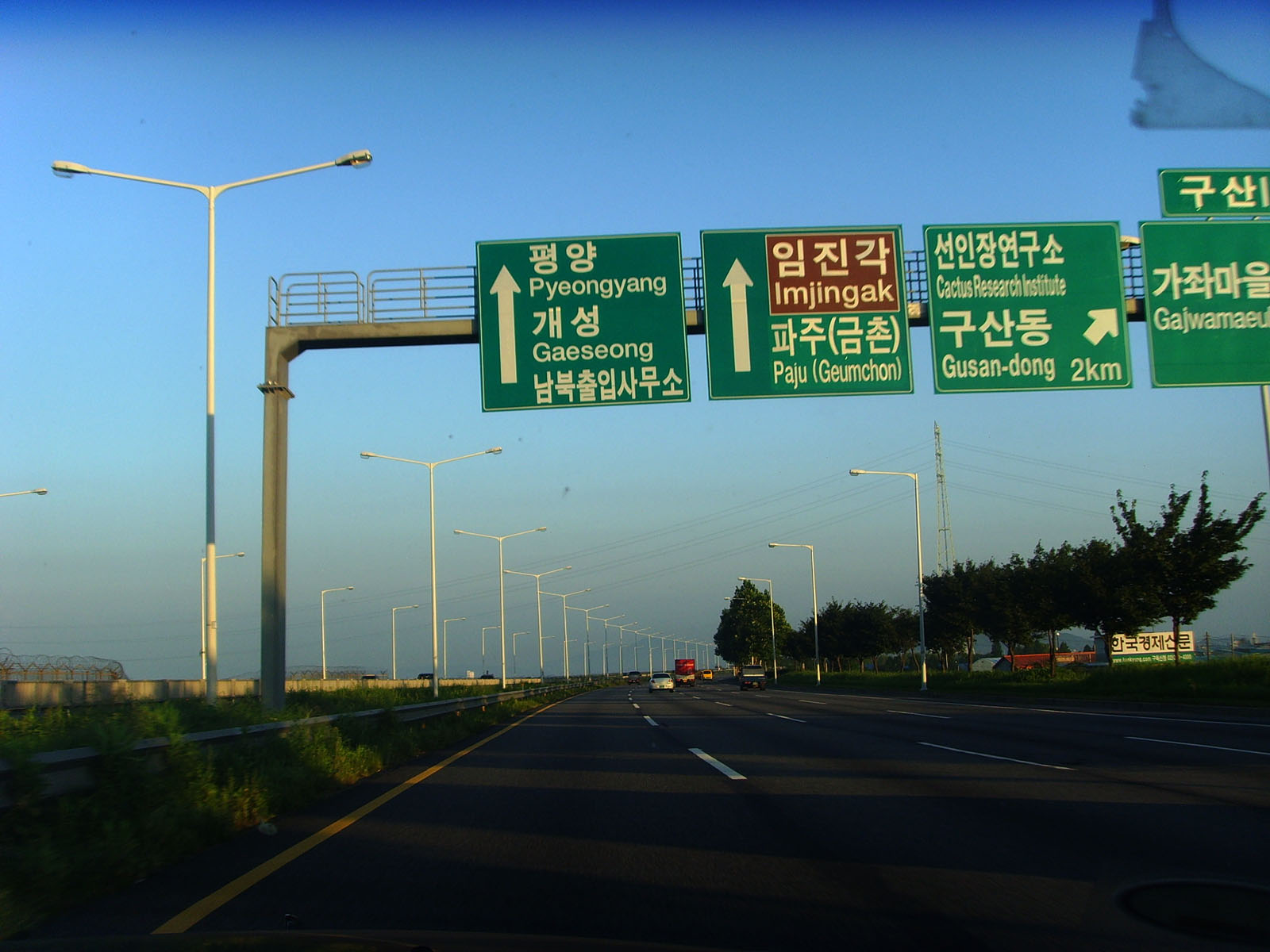
구산 나들목 표지판
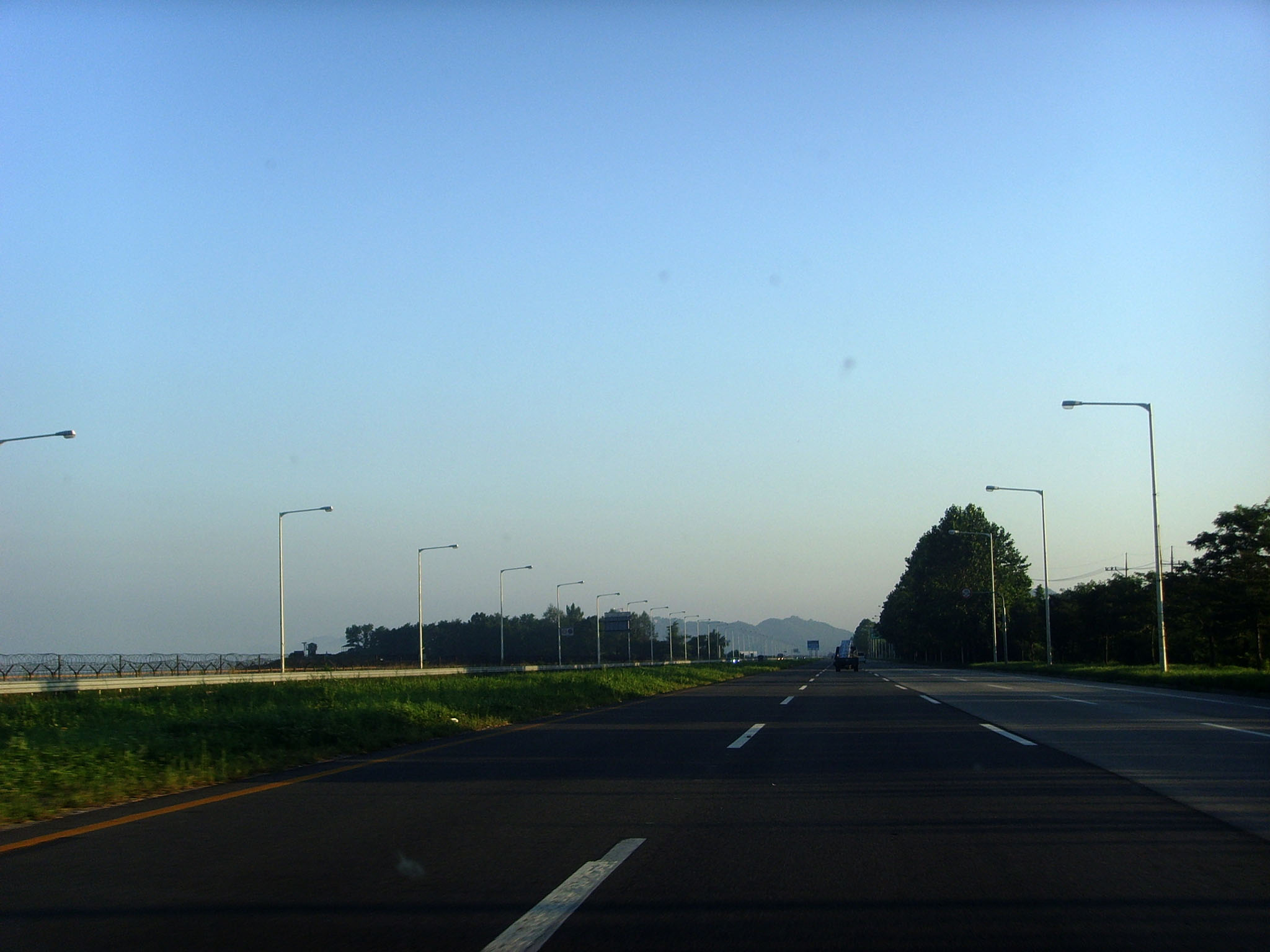

## 같이 보기
- 국도 제77호선
- 제2자유로(지방도 제357호선)
- 강변북로 (서울특별시도 제70호선)
- 자유로 귀신